# Cucullia incana
Cucullia incana là một loài bướm đêm trong họ Noctuidae.